# مایکل چیتام
مایکل چیتام (انگلیسی: Michael Cheetham؛ زادهٔ ۳۰ ژوئن ۱۹۶۷) بازیکن فوتبال اهل بریتانیا است.
از باشگاه‌هایی که در آن بازی کرده‌است می‌توان به باشگاه فوتبال کمبریج یونایتد، باشگاه فوتبال کولچستر یونایتد، باشگاه فوتبال سادبوری، باشگاه فوتبال چسترفیلد، باشگاه فوتبال ایپسویچ تاون، و باشگاه فوتبال بیزینگ‌استوک تاون اشاره کرد.